# Ésus
Cet article concerne la divinité celtique. Pour l'agrément en droit français, voir Entreprise solidaire d'utilité sociale.
Ésus (ou Esos, Hesus ou Aesus) est une divinité de la mythologie celtique. Selon la Pharsale de Lucain (Ier siècle), il fait partie des divinités celtiques majeures au même titre que Teutatès et Taranis.

## Sources anciennes
- Dans la Pharsale, Lucain écrit « Vous respirez en liberté […], vous, peuples qui répandez le sang humain sur les autels de Teutatès, de Taranis, et d'Hésus, divinités plus cruelles que la Diane de Tauride ; vous recommencez vos chants, bardes, qui consacrez par des louanges immortelles la mémoire des hommes vaillants frappés dans les combats. Et vous, Druides, vous reprenez vos rites barbares, vos sanglants sacrifices que la guerre avait abolis[1]. »

- Les Scolies de Berne, commentaire antique et médiéval (entre le IVe et le IXe siècle de notre ère) de la Pharsale de Lucain, l’assimilent au dieu Mars romain[2], ou à Mercure[3], et précisent qu'on apaisait Ésus en suspendant un homme à un arbre « jusqu'à ce que, par suite de l'effusion de son sang, il ait laissé aller ses membres »[4].

## Onomastique
Le nom d'Ésus est un élément des noms propres gaulois Esunertos (« celui qui a la force d'Ésus») et Esugenos (« né d’Ésus » ou « bien né», équivalent à Eugène en grec). Selon Joseph Vendryes, le nom « Esugenos » se retrouve en gallois sous la forme d’Owain et en irlandais dans Eogain. On le retrouve en breton, en particulier sous les formes Erwan et Youenn ainsi que sous la forme française Yves, selon le chanoine François Falc'hun. Julius Pokorny ajoute le gallois Ywein, devenu Yvain dans la littérature médiévale française.

## Représentation

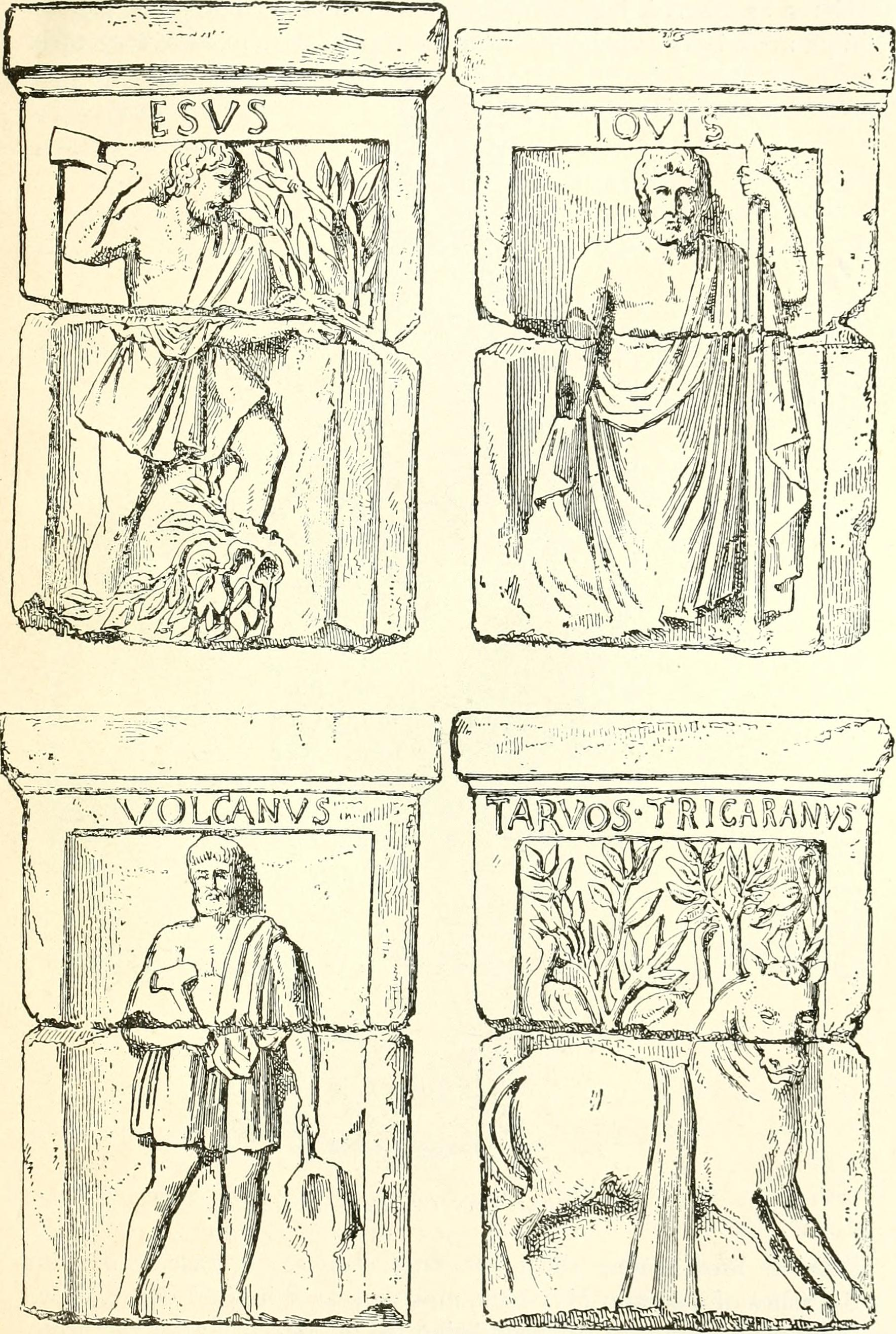
Reproduction de l'autel d'Auguste et de Rome à Lyon (réalisée en 1887).

Ésus est représenté sur le pilier des Nautes : on y voit un personnage d'apparence humaine en train d’abattre un arbre, le bas-relief étant surmonté du nom Ésus. Sur un relief de Trèves (Allemagne), il est montré en association avec un taureau en compagnie de trois grues (sur le pilier des nautes, le taureau à trois grues est appelé Tarvos trigaranus)

## Dans la culture
- Ésus fait partie des nombreux dieux cités dans la série de bande dessinée Astérix.
- Ésus est l'un des dieux intervenant dans la série de romans Rois du monde de Jean-Philippe Jaworski.
- Esvs est une chanson du groupe Eluveitie, présente sur l'album Evocation II: Pantheon (en).
- Ésus est l'un des six dieux régents dans le visual novel Odyssian blaze.
- Le nom de la commune d'Essé (Ille-et-Vilaine) proviendrait d'Esus[10].
- La figure d'Ésus est mentionnée dans la mini-série dramatique d'HBO, The Third Day.
- Pour le philosophe français et anarchiste Alain Guyard, Ésus est le dieu de l'athéisme[11].